# Funküberwachung

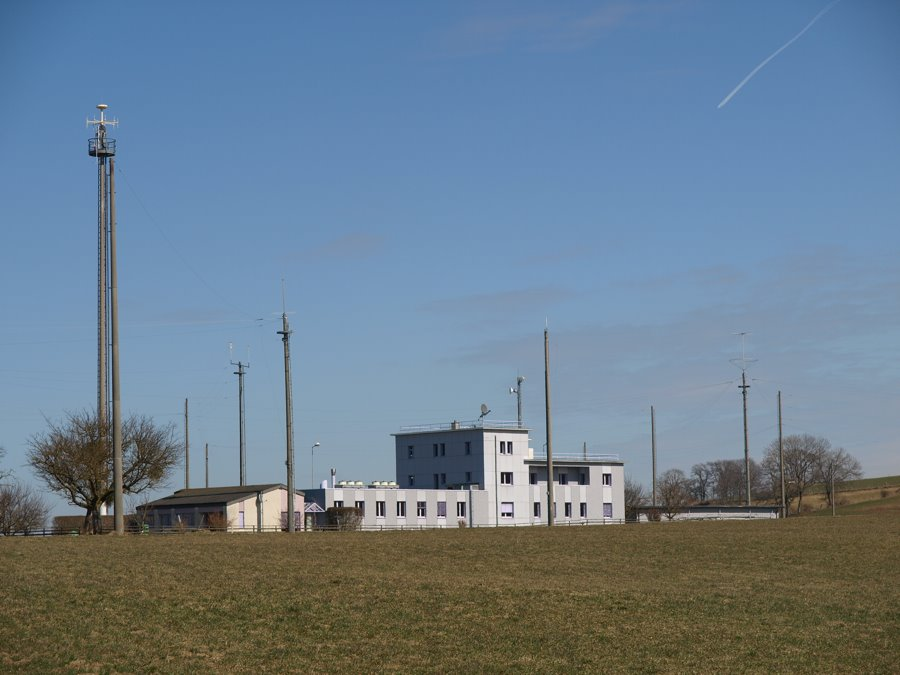
Station der Schweizer Funküberwachung in Châtonnaye (2009)

Funküberwachung  ist die Erfassung, Ortung und Auswertung elektromagnetischer Aussendungen durch die zuständige Regulierungs- bzw. Konzessionsbehörde.
Der Zweck ist es, die Befolgung von Vorschriften über Funkaussendungen zu überwachen und elektromagnetische Störungen zu beheben. Es ist die zivile Form der signalerfassenden Aufklärung (SIGINT), wie sie vom Militär und von Nachrichtendiensten betrieben wird.

## Staatliche Funküberwachung
Die Funküberwachung wird auf staatlicher Seite in Deutschland vom Prüf- und Messdienst (PMD) der Bundesnetzagentur, in Österreich von den Fernmeldebüros im Bundesministerium für Landwirtschaft, Regionen und Tourismus und in der Schweiz vom Bundesamt für Kommunikation durchgeführt. Dabei wurden durchaus auch die Sendegeräte mit eingezogen, wie z. B. bei einer Schwarzsenderaktion der PTT vom 11. und 12. Dezember 1968, die dabei allein in Zürich und Umgebung 33 Schwarzsender aushob und dabei 75 Geräte beschlagnahmte.

## Private Funküberwachung
Daneben gibt es in Deutschland einen nicht-kommerziellen, privaten Messdienst, der von der Amateurfunkvereinigung DARC unterhalten wird. Die Bandwacht des Referats Intruder Monitoring übernimmt dort die Aufgaben der Frequenzüberwachung und kooperiert eng mit der Bundesnetzagentur zur Aufklärung widerrechtlicher Frequenznutzungen.